# Kleiner Bösenstein
Kleiner Bösenstein är ett berg i Österrike.   Det ligger i distriktet Murtal och förbundslandet Steiermark, i den centrala delen av landet, 170 km sydväst om huvudstaden Wien. Toppen på Kleiner Bösenstein är 2 065 meter över havet.
Terrängen runt Kleiner Bösenstein är varierad. Närmaste större samhälle är Trieben, 8,4 km nordost om Kleiner Bösenstein. 
I omgivningarna runt Kleiner Bösenstein växer i huvudsak blandskog. Runt Kleiner Bösenstein är det ganska glesbefolkat, med 42 invånare per kvadratkilometer.